# Las Lomas de Aputzio
Las Lomas de Aputzio är en ort i Mexiko.   Den ligger i kommunen Zitácuaro och delstaten Michoacán de Ocampo, i den södra delen av landet, 130 km väster om huvudstaden Mexico City. Las Lomas de Aputzio ligger 1 949 meter över havet och antalet invånare är 367.
Terrängen runt Las Lomas de Aputzio är lite bergig, och sluttar brant västerut. Runt Las Lomas de Aputzio är det tätbefolkat, med 319 invånare per kvadratkilometer. Närmaste större samhälle är Heróica Zitácuaro, 8,5 km norr om Las Lomas de Aputzio. I omgivningarna runt Las Lomas de Aputzio växer huvudsakligen savannskog.